# Lochend Castle (Edinburgh)

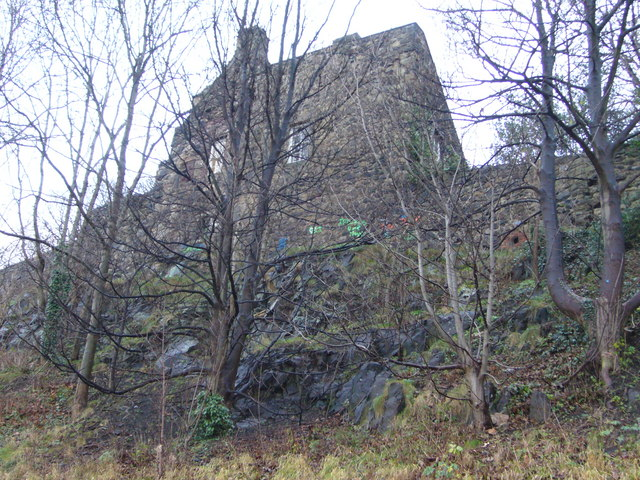
Lochend House

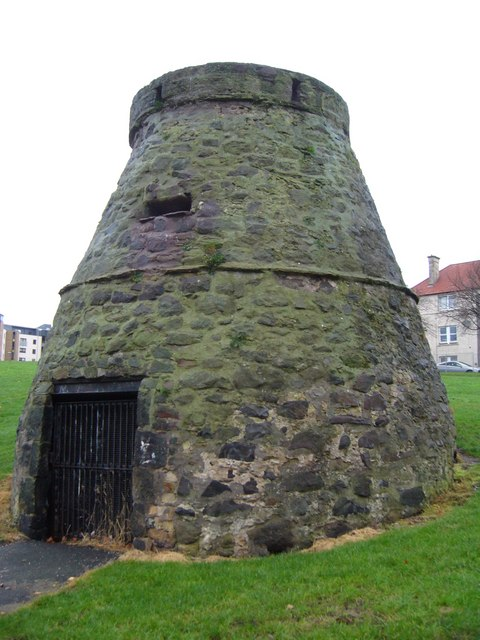
Taubenhaus im Lochend Park

Lochend House, auch Restalrig Castle oder Lochend Castle, ist ein Landhaus in der schottischen Stadt Edinburgh. Das Haus, in das die Überreste eines Tower House aus dem 16. Jahrhundert mit L-förmigem Grundriss integriert wurden, liegt im Stadtviertel Lochend und Historic Scotland hat es als historisches Bauwerk der Kategorie B gelistet.

## Geschichte
Die ursprüngliche Burg wurde auf einem Gelände errichtet, das ursprünglich der Familie Lestalric gehörte, aber das Anfang des 14. Jahrhunderts an den Clan Logan von Restalrig übergegangen war. Diese Familie behielt das Anwesen, bis sie es wegen ihrer Rolle in der Gowrie-Verschwörung gegen König Jakob VI. verwirkt hatte. Damals wurde die Burg von William Gilmour aus The Inch niedergebrannt. Sir Robert Logan war das letzte Familienmitglied, dem das Anwesen gehörte.
Ab 1704 befand sich Lochend Castle in den Händen von Arthur Elphinstone, 6. Lord Balmerino. Dieser wurde wegen seiner Rolle beim Jakobitenaufstand 1745 in London hingerichtet; er war nach der Schlacht von Culloden gefangen genommen worden.
Die Giebelwand des Tower House wurde in das heutige Haus integriert, das um 1820 erbaut wurde. Heute gehört es der Stadt Edinburgh und es diente als Kinderzentrum. 2016 wurde es mit Brettern vernagelt.

## Architektur
Das Haus liegt auf einer Felsklippe im Lochend Park, die auf ihrer Westseite einen steilen Hang hinunter zu einem kleinen See hat. Der ursprüngliche Teil des Hauses besteht aus einem dreistöckigen Block mit L-förmigem Grundriss, der ein stark geneigtes Dach hat. Das Innere wurde völlig verändert, aber es gibt noch einige Nischen in den dicken Mauern und Überreste einer Feuerstelle, die groß genug war, um einen Ochsen darüber zu braten. In der Nähe befindet sich innerhalb des Parks ein Taubenhaus aus dem 16. Jahrhundert, das im 19. Jahrhundert als Bootshaus diente und heute als historisches Bauwerk der Kategorie B gelistet ist.